# Allotinus enatheus
Allotinus enatheus är en fjärilsart som beskrevs av Hans Fruhstorfer 1913. Allotinus enatheus ingår i släktet Allotinus och familjen juvelvingar. Inga underarter finns listade i Catalogue of Life.